# Pavillon Henry-F.-Hall
Le pavillon Henry-F.-Hall ( en anglais : Henry F. Hall Building) est un bâtiment du campus Sir George Williams (en) de l’Université Concordia à Montréal, au Québec, au Canada. Il est situé au 1455, boulevard de Maisonneuve Ouest, entre les rues Mackay (en) et Bishop, dans le Quartier Concordia.

## Histoire
Le bâtiment porte le nom de Henry Foss Hall, président de l'Université Sir George Williams de 1956 à 1962.  
Il a été conçu par le cabinet d'architecture Ross, Fish, Duschenes et Barrett, qui a embauché James AMK O'Beirne, pour élaborer les plans. Il a été inauguré le 14 octobre 1966, le même jour que le métro de Montréal.  
En 1994-1995, l'extérieur du bâtiment, endommagé par la pollution et les intempéries au fil des décennies, a été nettoyé et repeint. 
Il a été le théâtre de l'émeute Sir George Williams en 1969, la tuerie de l'Université Concordia en 1992 et de l'Émeute Netanyahu de l'université Concordia en 2002.